# 佳通轮胎
佳通轮胎是一家总部位于新加坡的轮胎公司。于1993年与中国安徽当地合资建立了佳通轮胎安徽工厂并开始生产斜交胎。拥有7家生产厂，市场运营横跨13个国家，销售市场100多个国家。目前旗下拥有的品牌有：Giti, GT Radial, Primewell, Runway, 以及Dextero等。